# Formuła 2 – Monaco 2017
Runda Formuły 2 na torze Circuit de Monaco – trzecia runda mistrzostw Formuły 2 w sezonie 2017.

## Lista startowa
| Nr | Kierowca            | Zespół             | Samochód       | Silnik              | Opony |
| -- | ------------------- | ------------------ | -------------- | ------------------- | ----- |
| 1  | Charles Leclerc     | Prema Racing       | Dallara GP2/11 | Mecachrome V8 4.00l | P     |
| 2  | Antonio Fuoco       | Prema Racing       | Dallara GP2/11 | Mecachrome V8 4.00l | P     |
| 3  | Louis Delétraz      | Racing Engineering | Dallara GP2/11 | Mecachrome V8 4.00l | P     |
| 4  | Gustav Malja        | Racing Engineering | Dallara GP2/11 | Mecachrome V8 4.00l | P     |
| 5  | Luca Ghiotto        | Russian Time       | Dallara GP2/11 | Mecachrome V8 4.00l | P     |
| 6  | Artiom Markiełow    | Russian Time       | Dallara GP2/11 | Mecachrome V8 4.00l | P     |
| 7  | Nobuharu Matsushita | ART Grand Prix     | Dallara GP2/11 | Mecachrome V8 4.00l | P     |
| 8  | Alexander Albon     | ART Grand Prix     | Dallara GP2/11 | Mecachrome V8 4.00l | P     |
| 9  | Oliver Rowland      | DAMS               | Dallara GP2/11 | Mecachrome V8 4.00l | P     |
| 10 | Nicholas Latifi     | DAMS               | Dallara GP2/11 | Mecachrome V8 4.00l | P     |
| 11 | Ralph Boschung      | Campos Racing      | Dallara GP2/11 | Mecachrome V8 4.00l | P     |
| 12 | Robert Vișoiu       | Campos Racing      | Dallara GP2/11 | Mecachrome V8 4.00l | P     |
| 14 | Sérgio Sette Câmara | MP Motorsport      | Dallara GP2/11 | Mecachrome V8 4.00l | P     |
| 15 | Jordan King         | MP Motorsport      | Dallara GP2/11 | Mecachrome V8 4.00l | P     |
| 16 | Nabil Jeffri        | Trident            | Dallara GP2/11 | Mecachrome V8 4.00l | P     |
| 17 | Sergio Canamasas    | Trident            | Dallara GP2/11 | Mecachrome V8 4.00l | P     |
| 18 | Nyck de Vries       | Rapax              | Dallara GP2/11 | Mecachrome V8 4.00l | P     |
| 19 | Johnny Cecotto Jr.  | Rapax              | Dallara GP2/11 | Mecachrome V8 4.00l | P     |
| 20 | Norman Nato         | Pertamina Arden    | Dallara GP2/11 | Mecachrome V8 4.00l | P     |
| 21 | Sean Gelael         | Pertamina Arden    | Dallara GP2/11 | Mecachrome V8 4.00l | P     |
| Nr | Kierowca            | Zespół             | Samochód       | Silnik              | Opony |

## Wyniki

### Sesja treningowa
| Nr | Kierowca        | Konstruktor  | Czas     | Okr. |
| -- | --------------- | ------------ | -------- | ---- |
| 1  | Charles Leclerc | Prema Racing | 1:19,722 | 25   |

### Kwalifikacje
Źródło: fiaformula2.com

#### Grupa A
| Poz. | Nr | Kierowca            | Konstruktor        | Czas     | Poz. s. |
| ---- | -- | ------------------- | ------------------ | -------- | ------- |
| 1    | 1  | Charles Leclerc     | Prema Racing       | 1:19,309 | 1       |
| 2    | 9  | Oliver Rowland      | DAMS               | 1:19,541 | 3       |
| 3    | 7  | Nobuharu Matsushita | ART Grand Prix     | 1:19,922 | 6       |
| 4    | 15 | Jordan King         | MP Motorsport      | 1:20,058 | 8       |
| 5    | 5  | Luca Ghiotto        | Russian Time       | 1:20,089 | 9       |
| 6    | 21 | Sean Gelael         | Pertamina Arden    | 1:20,272 | 10      |
| 7    | 19 | Johnny Cecotto Jr.  | Rapax              | 1:20,413 | 13      |
| 8    | 17 | Sergio Canamasas    | Trident            | 1:20,415 | 14      |
| 9    | 3  | Louis Delétraz      | Racing Engineering | 1:21,592 | 15      |
| 10   | 11 | Ralph Boschung      | Campos Racing      | 1:21,664 | 17      |
| Poz. | Nr | Kierowca            | Konstruktor        | Czas     | Poz. s. |

#### Grupa B
| Poz. | Nr | Kierowca            | Konstruktor        | Czas     | Poz. s. |
| ---- | -- | ------------------- | ------------------ | -------- | ------- |
| 1    | 8  | Alexander Albon     | ART Grand Prix     | 1:19,321 | 2       |
| 2    | 6  | Artiom Markiełow    | Russian Time       | 1:19,647 | 4       |
| 3    | 20 | Norman Nato         | Pertamina Arden    | 1:19,803 | 5       |
| 4    | 18 | Nyck de Vries       | Rapax              | 1:19,814 | 12      |
| 5    | 10 | Nicholas Latifi     | DAMS               | 1:20,042 | 7       |
| 6    | 4  | Gustav Malja        | Racing Engineering | 1:20,282 | 11      |
| 7    | 2  | Antonio Fuoco       | Prema Racing       | 1:20,593 | 16      |
| 8    | 12 | Robert Vișoiu       | Campos Racing      | 1:20,867 | 18      |
| 9    | 16 | Nabil Jeffri        | Trident            | 1:21,239 | 19      |
| 10   | 14 | Sérgio Sette Câmara | MP Motorsport      | 1:21,271 | 20      |
| Poz. | Nr | Kierowca            | Konstruktor        | Czas     | Poz. s. |

### Główny wyścig

#### Wyścig
Źródło: Wyprzedź Mnie!
| P                 | + / –     | Nr | Kierowca            | Konstruktor        | Okr. | Czas / Strata | Komentarz |
| ----------------- | --------- | -- | ------------------- | ------------------ | ---- | ------------- | --------- |
| 1                 | 2         | 9  | Oliver Rowland      | DAMS               | 41   | 1:00:46,545   |           |
| 2                 | 2         | 6  | Artiom Markiełow    | Russian Time       | 41   | +0:00,864     |           |
| 3                 | 3         | 7  | Nobuharu Matsushita | ART Grand Prix     | 41   | +0:13,769     |           |
| 4                 | 2         | 8  | Alexander Albon     | ART Grand Prix     | 41   | +0:19,738     |           |
| 5                 | 4         | 5  | Luca Ghiotto        | Russian Time       | 41   | +0:24,657     |           |
| 6                 | 5         | 4  | Gustav Malja        | Racing Engineering | 41   | +0:28,082     |           |
| 7                 | 5         | 18 | Nyck de Vries       | Rapax              | 41   | +0:28,453     |           |
| 8                 | 5         | 19 | Johnny Cecotto Jr.  | Rapax              | 41   | +0:29,125     |           |
| 9                 | 1         | 15 | Jordan King         | MP Motorsport      | 41   | +0:45,552     |           |
| 10                | 4         | 17 | Sergio Canamasas    | Trident            | 41   | +0:46,581     |           |
| 11                | 5         | 2  | Antonio Fuoco       | Prema Racing       | 41   | +0:47,818     |           |
| 12                | 5         | 11 | Ralph Boschung      | Campos Racing      | 41   | +0:50,772     |           |
| 13                | 3         | 21 | Sean Gelael         | Pertamina Arden    | 41   | +0:53,694     |           |
| 14                | 5         | 16 | Nabil Jeffri        | Trident            | 40   | +1 okr.       |           |
| 15                | Bez zmian | 3  | Louis Delétraz      | Racing Engineering | 39   | +2 okr.       |           |
| Niesklasyfikowani |           |    |                     |                    |      |               |           |
|                   |           | 14 | Sérgio Sette Câmara | MP Motorsport      | 33   | +8 okr.       |           |
|                   |           | 1  | Charles Leclerc     | Prema Racing       | 26   | +15 okr.      |           |
|                   |           | 20 | Norman Nato         | Pertamina Arden    | 23   | +18 okr.      |           |
|                   |           | 12 | Robert Vișoiu       | Campos Racing      | 20   | +21 okr.      |           |
|                   |           | 10 | Nicholas Latifi     | DAMS               | 6    | +35 okr.      |           |
| P                 | + / –     | Nr | Kierowca            | Konstruktor        | Okr. | Czas / Strata | Komentarz |

#### Najszybsze okrążenie
| Nr | Kierowca        | Konstruktor  | Czas     | Okr. |
| -- | --------------- | ------------ | -------- | ---- |
| 1  | Charles Leclerc | Prema Racing | 1:21,403 | 18   |

#### Premia za najszybsze okrążenie w TOP 10
| Nr | Kierowca       | Konstruktor | Czas     | Okr. |
| -- | -------------- | ----------- | -------- | ---- |
| 9  | Oliver Rowland | DAMS        | 1:21,562 | 27   |

### Sprint

#### Wyścig
Źródło: Wyprzedź Mnie!
| P                 | + / –     | Nr | Kierowca            | Konstruktor        | Okr. | Czas / Strata | Komentarz |
| ----------------- | --------- | -- | ------------------- | ------------------ | ---- | ------------- | --------- |
| 1                 | 1         | 18 | Nyck de Vries       | Rapax              | 30   | 41:51,284     |           |
| 2                 | 1         | 19 | Johnny Cecotto Jr.  | Rapax              | 30   | +0:09,834     |           |
| 3                 | Bez zmian | 4  | Gustav Malja        | Racing Engineering | 30   | +0:10,415     |           |
| 4                 | Bez zmian | 5  | Luca Ghiotto        | Russian Time       | 30   | +0:10,881     |           |
| 5                 | 2         | 6  | Artiom Markiełow    | Russian Time       | 30   | +0:11,258     |           |
| 6                 | 1         | 8  | Alexander Albon     | ART Grand Prix     | 30   | +0:11,901     |           |
| 7                 | 1         | 7  | Nobuharu Matsushita | ART Grand Prix     | 30   | +0:13,627     |           |
| 8                 | 1         | 15 | Jordan King         | MP Motorsport      | 30   | +0:13,970     |           |
| 9                 | 1         | 9  | Oliver Rowland      | DAMS               | 30   | +0:28,993     |           |
| 10                | 1         | 2  | Antonio Fuoco       | Prema Racing       | 30   | +0:29,051     |           |
| 11                | 3         | 16 | Nabil Jeffri        | Trident            | 30   | +0:34,041     |           |
| 12                | 1         | 21 | Sean Gelael         | Pertamina Arden    | 30   | +0:42,732     |           |
| 13                | 7         | 10 | Nicholas Latifi     | DAMS               | 30   | +0:43,430     |           |
| 14                | 2         | 14 | Sérgio Sette Câmara | MP Motorsport      | 30   | +0:46,423     |           |
| 15                | 4         | 12 | Robert Vișoiu       | Campos Racing      | 30   | +0:47,007     |           |
| 16                | 1         | 3  | Louis Delétraz      | Racing Engineering | 30   | +0:53,179     |           |
| 17                | 7         | 17 | Sergio Canamasas    | Trident            | 30   | +0:55,677     |           |
| Niesklasyfikowani |           |    |                     |                    |      |               |           |
|                   |           | 1  | Charles Leclerc     | Prema Racing       | 20   | +21 okr.      |           |
|                   |           | 11 | Ralph Boschung      | Campos Racing      | 14   | +27 okr.      |           |
|                   |           | 20 | Norman Nato         | Pertamina Arden    | 2    | +39 okr.      |           |
| P                 | + / –     | Nr | Kierowca            | Konstruktor        | Okr. | Czas / Strata | Komentarz |

#### Najszybsze okrążenie
| Nr | Kierowca         | Konstruktor  | Czas     | Okr. |
| -- | ---------------- | ------------ | -------- | ---- |
| 6  | Artiom Markiełow | Russian Time | 1:21,674 | 8    |

## Klasyfikacja po zakończeniu rundy

### Kierowcy
| P  | +/− | Kierowca            | Starty | Punkty | P1 | P2 | P3 | PP | NO | NS |
| -- | --- | ------------------- | ------ | ------ | -- | -- | -- | -- | -- | -- |
| 1  | 0   | Charles Leclerc     | 6      | 77     | 2  | –  | 1  | 3  | 1  | 2  |
| 2  | 0   | Oliver Rowland      | 6      | 74     | 1  | 1  | 2  | –  | 1  | –  |
| 3  | +1  | Artiom Markiełow    | 6      | 60     | 1  | 1  | –  | –  | 3  | –  |
| 4  | −1  | Luca Ghiotto        | 6      | 56     | –  | 2  | –  | –  | –  | –  |
| 5  | 0   | Nobuharu Matsushita | 6      | 48     | 1  | –  | 1  | –  | –  | –  |
| 6  | +2  | Alexander Albon     | 6      | 37     | –  | –  | –  | –  | –  | –  |
| 7  | 0   | Jordan King         | 6      | 29     | –  | –  | –  | –  | –  | –  |
| 8  | −2  | Nicholas Latifi     | 6      | 28     | –  | –  | 1  | –  | 1  | 1  |
| 9  | +1  | Gustav Malja        | 6      | 28     | –  | –  | 1  | –  | –  | –  |
| 10 | +1  | Nyck de Vries       | 6      | 27     | 1  | –  | –  | –  | –  | 1  |
| 11 | −2  | Norman Nato         | 6      | 18     | –  | 1  | –  | –  | –  | 3  |
| 12 | +1  | Johnny Cecotto Jr.  | 6      | 16     | –  | 1  | –  | –  | –  | –  |
| 13 | −1  | Antonio Fuoco       | 6      | 2      | –  | –  | –  | –  | –  | 1  |
| 14 | 0   | Sergio Canamasas    | 6      | 1      | –  | –  | –  | –  | –  | 1  |
| 15 | 0   | Louis Delétraz      | 6      | 0      | –  | –  | –  | –  | –  | –  |
| 16 | +5  | Nabil Jeffri        | 6      | 0      | –  | –  | –  | –  | –  | –  |
| 17 | −1  | Ralph Boschung      | 6      | 0      | –  | –  | –  | –  | –  | 2  |
| 18 | +1  | Sean Gelael         | 6      | 0      | –  | –  | –  | –  | –  | –  |
| 19 | −2  | Roberto Merhi       | 2      | 0      | –  | –  | –  | –  | –  | –  |
| 20 | −2  | Sérgio Sette Câmara | 6      | 0      | –  | –  | –  | –  | –  | 1  |
| 21 | −1  | Stefano Coletti     | 2      | 0      | –  | –  | –  | –  | –  | –  |
| 22 | N   | Robert Vișoiu       | 2      | 0      | –  | –  | –  | –  | –  | 1  |
| P  | +/− | Kierowca            | Starty | Punkty | P1 | P2 | P3 | PP | NO | NS |

### Zespoły
| P  | +/− | Konstruktor        | Starty | Punkty | P1 | P2 | P3 | PP | NO | NS |
| -- | --- | ------------------ | ------ | ------ | -- | -- | -- | -- | -- | -- |
| 1  | +2  | Russian Time       | 12     | 116    | 1  | 3  | –  | –  | 3  | –  |
| 2  | 0   | DAMS               | 12     | 102    | 1  | 1  | 3  | –  | 2  | 1  |
| 3  | +1  | ART Grand Prix     | 12     | 85     | 1  | –  | 1  | –  | –  | –  |
| 4  | −3  | Prema Racing       | 12     | 79     | 2  | –  | 1  | 3  | 1  | 3  |
| 5  | +3  | Rapax              | 12     | 43     | 1  | 1  | –  | –  | –  | 1  |
| 6  | −1  | MP Motorsport      | 12     | 29     | –  | –  | –  | –  | –  | 1  |
| 7  | 0   | Racing Engineering | 12     | 28     | –  | –  | 1  | –  | –  | –  |
| 8  | −2  | Pertamina Arden    | 12     | 18     | –  | 1  | –  | –  | –  | 3  |
| 9  | 0   | Trident            | 12     | 1      | –  | –  | –  | –  | –  | 1  |
| 10 | 0   | Campos Racing      | 12     | 0      | –  | –  | –  | –  | –  | 3  |
| P  | +/− | Kierowca           | Starty | Punkty | P1 | P2 | P3 | PP | NO | NS |